# Боливарианские игры 1977
8-е Боливарианские игры проходили с 15 по 29 октября 1977 года в Ла-Пасе (Боливия). Игры официально были открыты президентом Боливии, генералом Уго Бансером Суаресом. Факел зажигала спортсменка Юлия Ириарте, которая выиграла пять золотых и три серебряные медали на Боливарианских играх 1951 года.

## Страны-участницы
- Боливия
- Колумбия
- Эквадор
- Панама
- Перу
- Венесуэла

## Виды спорта
- Водные виды спорта:
  -  Прыжки в воду
  -  Плавание
  -  Водное поло
- Лёгкая атлетика
- Баскетбол
- Боулинг
- Бокс
- Велоспорт
- Конный спорт
- Фехтование
- Футбол
- Спортивная гимнастика
- Дзюдо
- Стрельба
- Теннис
- Волейбол
- Тяжёлая атлетика
- Борьба

## Итоги Игр
| Место | Страна    | Золото | Серебро | Бронза | Всего |
| 1     | Венесуэла | 79     | 71      | 51     | 201   |
| 2     | Колумбия  | 36     | 36      | 22     | 94    |
| 3     | Перу      | 26     | 34      | 35     | 95    |
| 4     | Эквадор   | 19     | 17      | 39     | 75    |
| 5     | Боливия   | 15     | 20      | 36     | 71    |
| 6     | Панама    | 10     | 7       | 5      | 22    |
| Всего | Всего     | 185    | 185     | 188    | 558   |